# Ermišskij rajon
L'Ermišskij rajon (in russo Ермишинский район?) è un rajon dell'Oblast' di Rjazan', nella Russia europea; il capoluogo è Ermiš'. Istituito nel 1929, ricopre una superficie di 1.342 chilometri quadrati ed ospita una popolazione di circa 9.000 abitanti.